# Bollnäs
Bollnäs je grad u središnjoj Švedskoj u županiji Gävleborg.

## Stanovništvo
Prema podacima o broju stanovnika iz 2005. godine u gradu živi 12.455 stanovnika.

## Vanjske poveznice
- Službena stranica grada  Arhivirana inačica izvorne stranice od 9. prosinca 2020. (Wayback Machine)

### Ostali projekti
|  | Zajednički poslužitelj ima još gradiva o temi Bollnäs |